# Defecte del tub neural
Els defectes del tub neural (DTN) són un grup de defectes congènits en què comporten una obertura a la columna vertebral o del crani des del començament del desenvolupament humà. Durant la tercera setmana d'embaràs, anomenada gastrulació, les cèl·lules especialitzades del costat dorsal de l'embrió comencen a canviar de forma i a formar el tub neural. Quan el tub neural no es tanca completament, es desenvolupa un DTN.
Els DTN són un dels defectes congènits més freqüents, que afecten més de 300.000 naixements cada any a tot el món. Per exemple, l'espina bífida afecta aproximadament 1.500 naixements anuals als Estats Units, o aproximadament 3,5 de cada 10.000 (0,035% dels naixements nord-americans), que ha disminuït d'uns 5 per 10.000 (0,05% dels naixements nord-americans) des que es va iniciar la fortificació amb folats dels cereals. El nombre de morts als Estats Units cada any a causa de defectes del tub neural també va disminuir des de 1.200 abans de començar la fortificació de folats a 840.

## Tipus
Alguns tipus específics inclouen:
- Espina bífida, que afecta la columna vertebral.
- Anencefàlia, amb absència d'una gran part del cervell i del crani.[7]
- Exencefàlia, el cervell fetal està situat fora del crani.[8]
- Encefalocele, que afecta el crani, amb protuberàncies del cervell a través del crani que tenen forma de sac i estan cobertes de membrana meníngia.[9]
- Hidranencefàlia, falten els hemisferis cerebrals, que s'omplen de sacs de líquid cefalorraquidi.[10]
- Iniencefàlia, amb un defecte a l'os occipital, espina bífida de les vèrtebres cervicals i el coll doblat enrere.[11]